# Воропино
Воро́пино — деревня в Шатурском муниципальном районе Московской области, в составе сельского поселения Пышлицкое. Расположена в юго-восточной части Московской области в 3,5 км к западу от озера Дубового. Население — 53 чел. (2013). Деревня известна с 1622 года. Деревня известна с 1622 года. Входит в культурно-историческую местность Ялмать.

## Название
В писцовой книге Владимирского уезда 1637—1648 гг. упоминается как деревня Андреевская, в материалах Генерального межевания 1790 года к первоначальному названию приписывается второе — Андреевская, Воронино тож, также деревня обозначена на межевой карте Рязанской губернии 1850 года. Со второй половины XIX века основным становится второе название Воронино, Андреевская тож, тогда же впервые появляется наименование Воропино. В XX веке за деревней закрепилось название Воропино.
Название Воронино связано с некалендарным личным именем Ворона. Современное наименование может происходить от термина вороп — «налёт, набег, нападение». Также существует предположение о возникновении названия Воропино в результате описки советского служащего, однако стоит учесть, что данное наименование неоднократно встречалось в дореволюционных источниках. Кроме того, в писцовой книге 1637—1648 гг. упоминаются урочища Воропиха и Воропинские луга, расположенные рядом с деревней.

## Физико-географическая характеристика

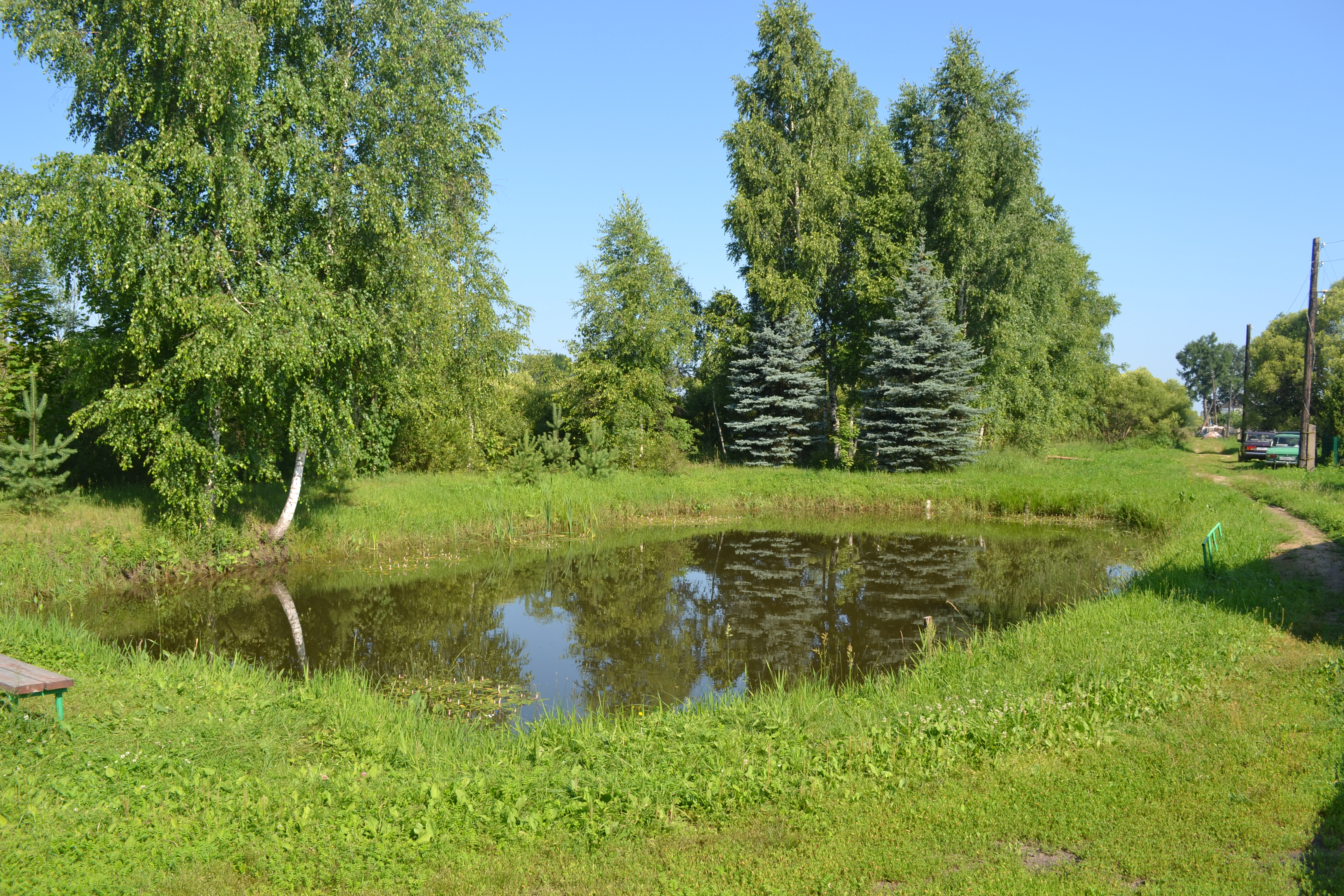
Пруд в деревне Воропино

Деревня расположена в пределах Мещёрской низменности, относящейся к Восточно-Европейской равнине, на высоте 124 метра над уровнем моря. Рельеф местности равнинный. Со всех сторон деревня, как и большинство соседних селений, окружена полями. В 3,5 км к востоку от деревни расположено озеро Дубовое.
По автомобильной дороге расстояние до МКАД составляет около 170 км, до районного центра, города Шатуры, — 63 км, до ближайшего города Спас-Клепики Рязанской области — 25 км, до границы с Рязанской областью — 9 км. Ближайший населённый пункт — деревня Горелово, расположенная в 500 м к северу от Воропино.
Деревня находится в зоне умеренно континентального климата с относительно холодной зимой и умеренно тёплым, а иногда и жарким, летом. В окрестностях деревни распространены дерново-подзолистые почвы с преобладанием суглинков и глин.
В деревне, как и на всей территории Московской области, действует московское время.

## История

### С XVII века до 1861 года
Во второй половине XVII — первой половине XVIII веков деревня Воропино входила в Тереховскую кромину волости Муромское сельцо Владимирского уезда Замосковного края Московского царства. Деревня принадлежала сразу трём помещикам — новгородцу Ивану Петровичу Лизунову, князю Фёдору Нарымову и недорослю Луке Степановичу Ресницыну. В писцовой книге Владимирского уезда 1637—1648 гг. Воропино описывается как деревня на суходоле с пахотными землями среднего качества и сенокосными угодьями.
Иван Лизунов получил свою часть деревни в 7146 (1637/1638) году, ранее этим поместьем владел Харитон Дирин, а до него Осан Андреевич Хвостов. У Лизунова в Воропино был всего один бобыльский двор:

Жеребей деревни Андреевской на суходоле, а деревня без жеребья в поместье ж за князем Федором Нарымовым да за недорослем за Лукьяном Ресницыным. А в ней на его жеребей двор бобыль Захарко Борисов да пасынок его Марчко Лазарев. Пашни паханые и с отхожею пашнею, что на Воропихе, середние земли восемь четвертей, да лесом поросло четыре чети с осьминою в поле, а в дву по тому ж; сена около поль десять копен
Луке Степановичу Ресницыну поместье досталось от деда Михаила и отца Степана Ресницыных в 7139 (1630/1631) году. Ему принадлежало пять дворов:

…деревня, без жеребья, Андреевская на суходоле, а жеребей той деревни в поместье ж за князем Федором Нарымовым да за Иваном Лизуновым. А в ней, без жеребья, место дворовое помещиково. Двор крестьянин Власко Фалалеев да брат его Савка, у Савки пасынок Демка Михеев. Да бобылей двор Ларка Иванов сын Башев, да племянник его Микифорко Яковлев. Двор вдова, бобылка, Федорка Ивановская жена Булатова да дети её: Логинко прозвище Пятунка, да Огафонко, да Фалелейко, Ивановы дети. Да пустых бобыльских дворов: двор Архипка, прозвище Тренька, Матвеева да детей его Фильки да Евдокимка, да племянников его Терешки да Лучки Ивановых; двор Сенки Матвеева да сына его Карпунки, бежали безвестно во 146 году. Пашни паханые и с наезжею пашнею, что на Воропихе, середние земли двадцать четыре чети, да лесом поросло пять чет без полуосьмины в поле, а в дву по тому ж
В результате губернской реформы 1708 года деревня оказалась в составе Московской губернии. После образования в 1719 году провинций деревня вошла во Владимирскую провинцию, а с 1727 года — во вновь восстановленный Владимирский уезд.

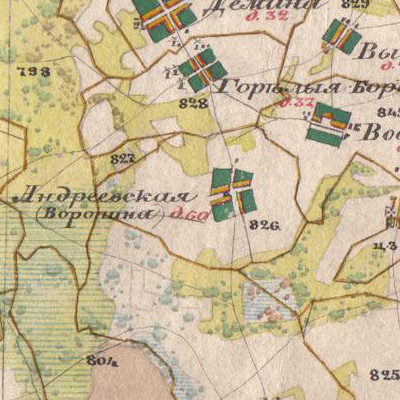
Деревня Воропино на карте 1850 года

В 1778 году образовано Рязанское наместничество (с 1796 года — губерния). Впоследствии вплоть до начала XX века Воропино входило в Егорьевский уезд Рязанской губернии.
В Экономических примечаниях к планам Генерального межевания, работа над которыми проводилась в 1771—1781 гг., деревня описана следующим образом:

Деревня Андреевская, Воронино тож, Григорья Афанасьева сына Матюшина, Ивана Артамонова сына Хотяинцева, Андрея Тимофеева сына Зарецкого (23 двора, 128 мужчин, 120 женщин). По обе стороны безымянного озера. Земля иловатая, хлеб и покосы средственны, лес дровяной, крестьяне на оброке
В последней четверти XVIII века деревня принадлежала лейб-гвардии капитан-поручику Григорию Афанасьевичу Матюшкину, Ивану Артамоновичу Хотяинцеву и Андрею Тимофеевичу Зарецкому, в 1797 году (по 5-й ревизии) — княгине Екатерине Николаевне Лопухиной и майору Ивану Ивановичу Хотяинцеву, с 1811 года — Елизавете Михайловне Фетюшиной. В 1812 году деревней владели камергерша Александра Петровна Жеребцова и Е. М. Фетюшина.
В Отечественной войне 1812 года погибли четыре жителя деревни — ополченцы Антонов Иван Федулович, 20 лет, Никитин Гаврила Григорьевич, 39 лет, Семёнов Михаил, 33 лет и Григорьев Александр, 38 лет.
По данным X ревизии 1858 года, деревня принадлежала генеральше от кавалерии, статс-даме, княгине Ольге Александровне Орловой. По сведениям 1859 года Воропино — владельческая деревня 1-го стана Егорьевского уезда по левую сторону Касимовского тракта, при колодцах. На момент отмены крепостного права владелицами деревни были графиня Ольга Александрона Орлова и помещица Федюшина.

### 1861—1917
После реформы 1861 года из крестьян деревни было образовано два сельских общества, которые вошли в состав Архангельской волости.
В 1861 году часть жителей деревни перешли в старообрядчество поморского согласия. Распространителем согласия был крестьянин деревни Григорий Никонов. В 1885 году в деревне значилось 40 староверов (5 семей, 21 мужчина и 19 женщин), а в 1891 году — 31 старовер.
В 1885 году был собран статистический материал об экономическом положении селений и общин Егорьевского уезда. В обоих сельских обществах деревни было общинное землевладение. Земля была поделена по работникам. Практиковались переделы мирской земли — пашня и большая часть покосов делились каждые 4-5 лет, а оставшаяся часть покосов ежегодно. У крестьян Федюшиной был только дровяной лес, который шёл на отопление жилья; в общине графини Орловой имелся также строевой лес, который находился в общем пользовании с другими деревнями и рубился сообща. В селении имелась глина, которую использовали только для печей. Надельная земля в обеих общинах находилась в разных участках. Сама деревня была расположена с краю надельной земли. Кроме надельной земли, у крестьян Федюшиной имелась также купчая земля, а у крестьян Орловой имелась земля в общем владении с другими деревнями графини. В обеих общинах некоторые крестьяне арендовали луга.
Почвы были супесчаные, илистые и суглинистые, пашни — ровные, но были низменные и бугроватые. В общине Орловой покосы были в основном суходольные, а у крестьян Федюшиной — болотистые. Прогоны были неудобные, в связи с чем обеим общинам приходилось платить крестьянам деревни Дорофеево за проход скота на пастбище. В деревне было три общих пруда и колодцы у каждого двора с хорошей водой. Своего хлеба не хватало, поэтому его покупали в селе Спас-Клепиках и Дмитровском Погосте. Сажали рожь, овёс, гречиху и картофель. У крестьян было 55 лошадей, 164 коровы, 353 овцы, 94 свиньи, а также 164 плодовых дерева и 78 колодок пчёл. Избы строили деревянные, крыли деревом и железом, топили по-белому.
Деревня входила в приход села Архангельское, там же находилась ближайшая школа. В самой деревне имелась одна мельница, лавка, кабак и 3 синильни. Главным местным промыслом среди женщин было вязание сетей для рыбной ловли. Многие мужчины занимались отхожими промыслами, в основном плотничеством. На заработки уходили в Москву и Московскую губернию, особенно много в Бронницы, а также в другие места.
По данным 1905 года в деревне имелась ветряная мельница, кузница и синильня. Основным отхожим промыслом оставалось плотничество. Ближайшее почтовое отделение и земская лечебница находились в селе Архангельском.

### 1917—1991

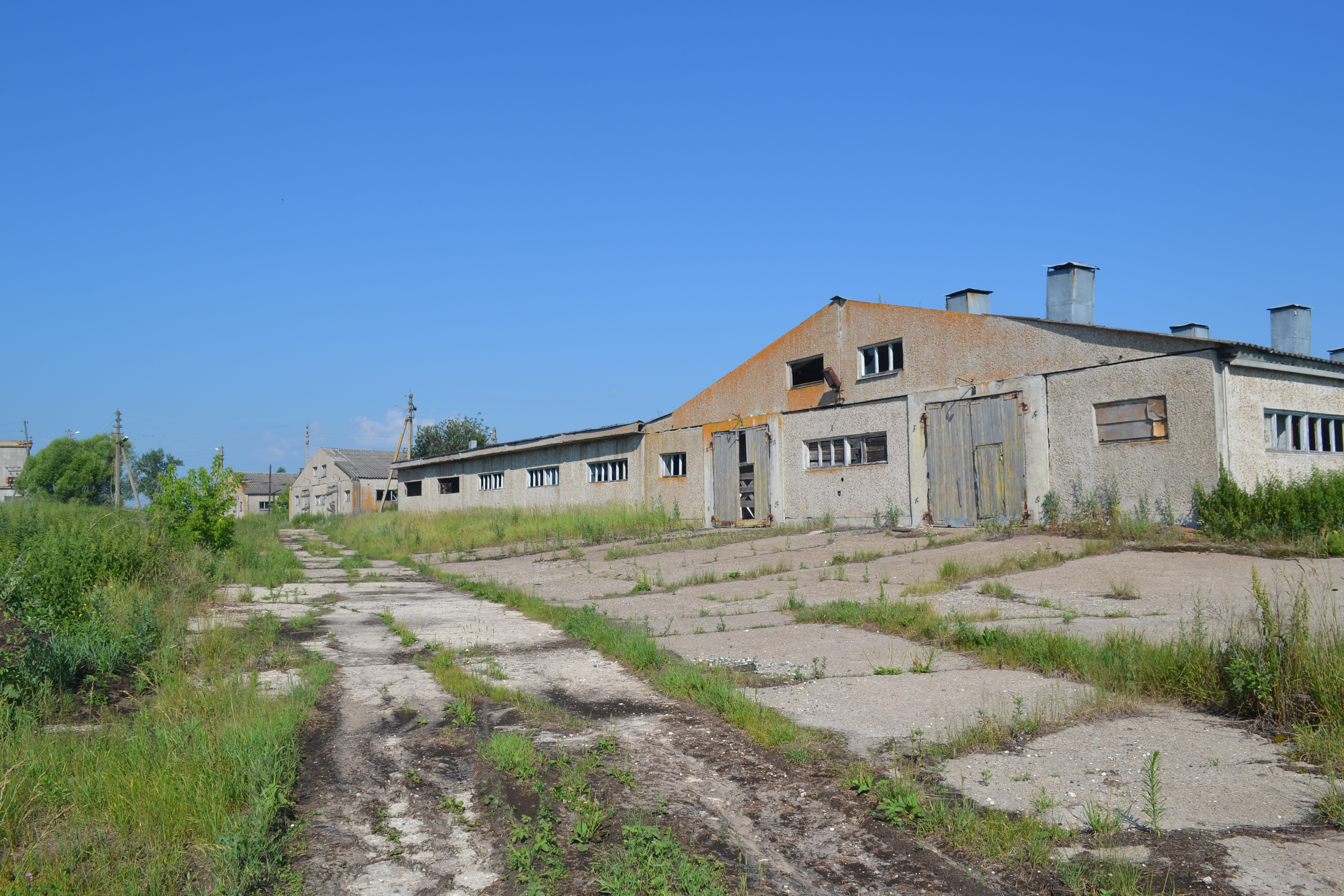
Заброшенная ферма в деревне

В 1919 году деревня Воропино в составе Архангельской волости была передана из Егорьевского уезда во вновь образованный Спас-Клепиковский район Рязанской губернии. В 1921 году Спас-Клепиковский район был преобразован в Спас-Клепиковский уезд, который в 1924 году был упразднён. После упразднения Спас-Клепиковского уезда деревня передана в Рязанский уезд Рязанской губернии. В 1925 году произошло укрупнение волостей, в результате которого деревня оказалась в укрупнённой Архангельской волости. В ходе реформы административно-территориального деления СССР в 1929 году деревня вошла в состав Дмитровского района Орехово-Зуевского округа Московской области. В 1930 году округа были упразднены, а Дмитровский район переименован в Коробовский.
В 1930 году деревня Воропино входила в Воропинский сельсовет Коробовского района Московской области.
В 1931 году в деревне был организован колхоз им. «Правды». Известные председатели колхоза: Киселёва (1933 год), Крайнов (апрель 1933—1934 гг.), Сорокин М. В. (1934 год), Иванов (1935 год), Кирсанов (1936—1938 гг.), Советова (1939 год), Червакова (1942 год), Агешин (1946 год), Попков (1948 год).
С 1930-х гг. школы находились в близлежащих населённых пунктах: начальная школа в Горелово и семилетняя (позже — десятилетняя) школа в селе Архангельское.
В конце 1930-х годов жертвами политических репрессий стали девять жителей деревни: Кирсанов Илларион Моисеевич, Коннов Дмитрий Михайлович, Латышев Кузьма Герасимович, Левин Василий Григорьевич, Малышев Аким Сергеевич, Никитин Степан Нестерович, Советов Андрей Михайлович, Советова Любовь Фадеевна и Финогенов Дмитрий Никитович.
В 1936 году Воропинский сельсовет был упразднён, деревня Воропино передана Гореловскому сельсовету.
Во время Великой Отечественной войны в армию были призваны 98 жителей деревни. Из них 28 человек погибли и 18 пропали без вести. Девять уроженцев деревни были награждены боевыми орденами и медалями:
- Агешин Александр Моисеевич (1924 г.р.) — призван в 1942 году, служил в 22 танковой бригаде 5-го гвардейского танкового корпуса, демобилизован в 1948 году в звании младшего сержанта, был награждён орденом Отечественной войны I степени, медалями «За отвагу» и «За победу над Германией»;
- Балдин Михаил Павлович (1923 г.р.) — призван в 1941 году, служил в 443 бомбардировочном полку дальней авиации 55 авиадивизии, демобилизован в 1959 году в звании капитана, был награждён орденом Отечественной войны I степени, орденом Красной Звезды, двумя медалями «За боевые заслуги», медалями «За отвагу», «За победу над Германией» и «За победу над Японией»;
- Гудков Николай Артёмович (1920 г.р.) — призван в 1941 году, демобилизован в 1960 году в звании подполковника, был награждён орденом Красной Звезды, орденом Красного Знамени и медалью «За победу над Германией»;
- Максимова (в дев. Финогенова) Александра Андрияновна (1918 г.р.) — призвана в 1943 году, служила в 1479 Краснознамённом артиллерийском полку, демобилизована в 1945 году в звании сержанта, была награждена медалями «За отвагу» и «За победу над Германией»;
- Максимов Пётр Михайлович (1915 г.р.) — демобилизован в 1946 году, был награждён медалями «За отвагу», «За победу над Германией», «За победу над Японией» и «За боевые заслуги»;
- Никишин Михаил Дмитриевич — Герой Советского Союза, был награждён боевыми орденами и медалями;
- Советов Александр Филиппович (1924 г.р.) — призван в 1942 году, служил 32 гвардейской минометной бригаде 512 отдельного гвардейского миномётного дивизиона, демобилизован в 1947 году в звании младшего сержанта, был награждён ордена Славы III степени и медалями «За боевые заслуги», «За победу над Германией», «За освобождение Праги», «За взятие Берлина»;
- Фокин Сергей Васильевич (1925 г.р.) — призван в 1943 году, служил в 202 сапёрном батальоне, демобилизован в 1945 году в звании красноармейца, был награждён медалью «За победу над Германией»;
- Шикулин Матвей Алексеевич (1913 г.р.) — призван в 1941 году, служил в 14 отдельном батальоне морской пехоты, демобилизован по ранению в 1942 году в звании рядового, был награждён орденом Отечественной войны I степени и медалью «За победу над Германией»[37].

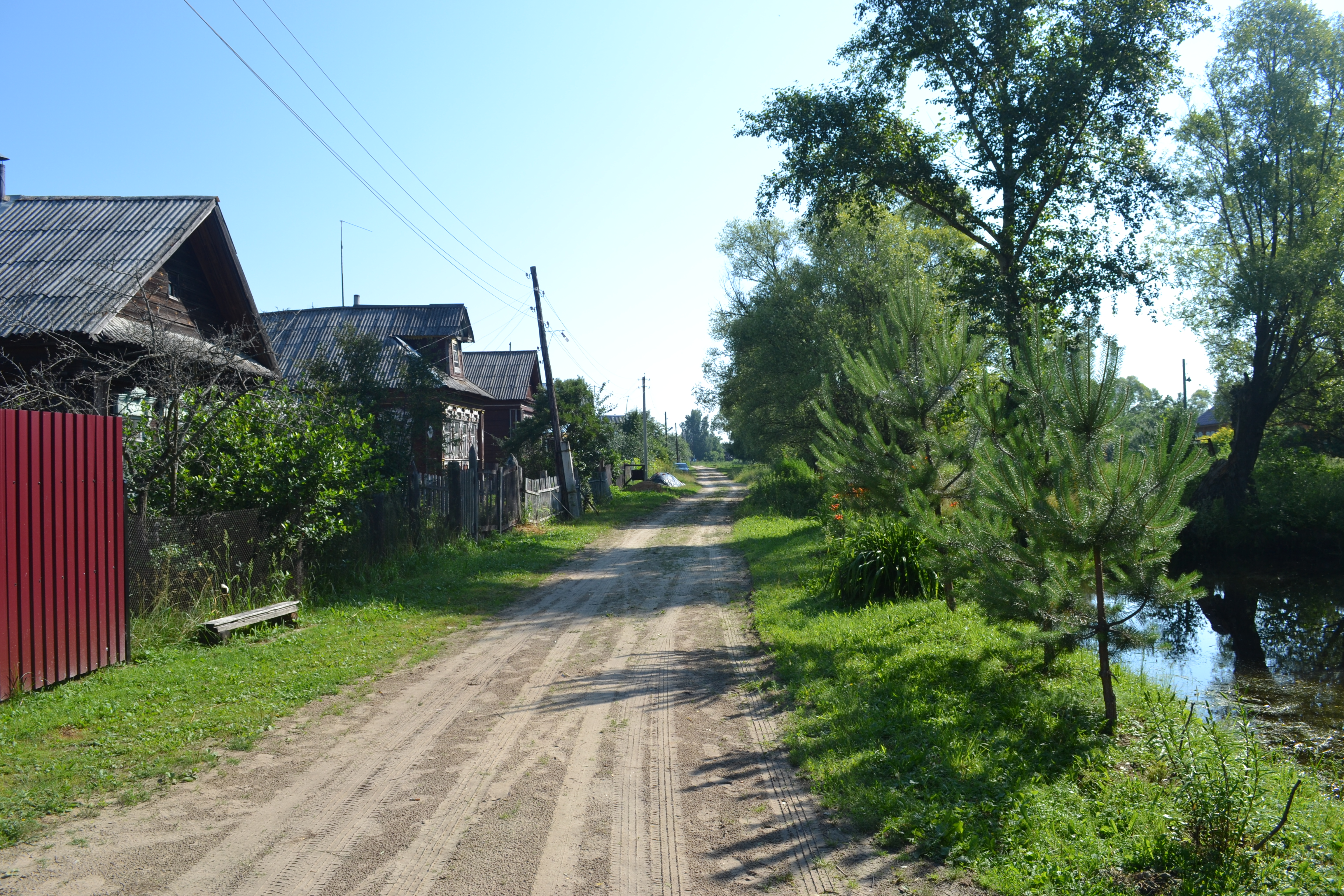
Улица в деревне

В 1951 году было произведено укрупнение колхозов, в результате которого деревня Воропино вошла в колхоз им. Хрущёва, впоследствии в ходе второго укрупнения в 1958 году деревня вошла в колхоз «40 лет Октября».
В 1954 году деревня была передана из упразднённого Гореловского сельсовета в Пышлицкий сельсовет.
3 июня 1959 года Коробовский район был упразднён, Пышлицкий сельсовет передан Шатурскому району.
В 1960 году был создан совхоз «Пышлицкий», в который вошли все соседние деревни, в том числе Воропино.
С конца 1962 года по начало 1965 года Воропино входило в Егорьевский укрупнённый сельский район, созданный в ходе неудавшейся реформы административно-территориального деления, после чего деревня в составе Пышлицкого сельсовета вновь передана в Шатурский район.

### С 1991 года
В 1994 году в соответствии с новым положением о местном самоуправлении в Московской области Пышлицкий сельсовет был преобразован в Пышлицкий сельский округ. В 2005 году образовано Пышлицкое сельское поселение, в которое вошла деревня Воропино.

## Население
| 1790 | 1812 | 1858 | 1859 | 1868 | 1885 | 1905 |
| ---- | ---- | ---- | ---- | ---- | ---- | ---- |
| 248  | ↗452 | ↗514 | ↘507 | ↘500 | ↗619 | ↗677 |
| 1970 | 1993 | 2002 | 2006 | 2010 | 2011 | 2013 |
| ↘140 | ↘38  | ↗39  | ↘27  | ↗47  | →47  | ↗53  |

Первые сведения о жителях деревни встречаются в писцовой книге Владимирского уезда 1637—1648 гг., в которой учитывалось только податное мужское население (крестьяне и бобыли). В деревне Андреевской было шесть дворов, в которых проживало 10 мужчин.
В переписях за 1790, 1812, 1858 (X ревизия), 1859 и 1868 годы учитывались только крестьяне. Число дворов и жителей: в 1790 году — 23 двора, 128 муж., 120 жен.; в 1812—452 чел.; в 1850 году — 60 дворов; в 1858 году — 244 муж., 270 жен.; в 1859 году — 76 дворов, 239 муж., 268 жен.; в 1868 году — 85 дворов, 215 муж., 285 жен.
В 1885 году был сделан более широкий статистический обзор. В деревне проживало 613 крестьян (97 дворов, 310 муж., 303 жен.), из 111 домохозяев 18 не имели своего двора, а у четверых было две и более избы. Кроме того, в деревне проживало 2 семьи мещан, не приписанных к крестьянскому обществу: одна из Егорьевска, другая из Бронниц (всего 4 мужчины и 2 женщины). На 1885 год грамотность среди крестьян деревни составляла 16 % (99 человек из 613), также 3 мальчиков посещали школу.
В 1905 году в деревне проживало 677 человек (101 двор, 326 муж., 351 жен.), в 1970 году — 66 дворов, 140 чел.; в 1993 году — 45 дворов, 38 чел.; в 2002 году — 39 чел. (18 муж., 21 жен.).
По результатам переписи населения 2010 года в деревне проживало 47 человек (25 муж., 22 жен.), из которых трудоспособного возраста — 26 человек, старше трудоспособного — 19 человек, моложе трудоспособного — 2 человека.
Жители деревни по национальности в основном русские (по переписи 2002 года — 95 %).
Деревня входила в область распространения Лекинского говора, описанного академиком А. А. Шахматовым в 1914 году.

## Социальная инфраструктура
Ближайшие предприятия торговли, дом культуры, библиотека и операционная касса «Сбербанка России» расположены в селе Пышлицы. Медицинское обслуживание жителей деревни обеспечивают Пышлицкая амбулатория, Коробовская участковая больница и Шатурская центральная районная больница. Ближайшее отделение скорой медицинской помощи расположено в Дмитровском Погосте. Среднее образование жители деревни получают в Пышлицкой средней общеобразовательной школе.
Пожарную безопасность в деревне обеспечивают пожарные части № 275 (пожарные посты в селе Дмитровский Погост и деревне Евлево) и № 295 (пожарные посты в посёлке санатория «Озеро Белое» и селе Пышлицы).
Деревня электрифицирована, но не газифицирована. Центральное водоснабжение отсутствует, потребность в пресной воде обеспечивается общественными и частными колодцами.
Для захоронения умерших жители деревни, как правило, используют кладбище, расположенное около села Пышлицы. До середины XX века рядом с кладбищем находилась Архангельская церковь, в состав прихода которой входила деревня Воропино.

## Транспорт и связь
В 0,7 км от деревни проходит асфальтированная автомобильная дорога общего пользования Дубасово-Сычи-Пышлицы, на которой имеется остановочный пункт маршрутных автобусов «Демино». От остановки «Демино» ходят автобусы до села Дмитровский Погост и деревни Гришакино (маршрут № 40), а также до города Москвы (маршрут № 327, «Перхурово — Москва (м. Выхино)»). Ближайшая железнодорожная станция Кривандино Казанского направления находится в 54 км по автомобильной дороге. Прямые автобусные маршруты до районного центра, города Шатуры, и станции Кривандино отсутствуют.
В деревне доступна сотовая связь (2G и 3G), обеспечиваемая операторами «Билайн», «МегаФон» и «МТС». В деревни установлен таксофон. Ближайшее отделение почтовой связи, обслуживающее жителей деревни, находится в селе Пышлицы.